# Philoponella congregabilis
Philoponella congregabilis es una especie de araña araneomorfa del género Philoponella, familia Uloboridae. Fue descrita científicamente por Rainbow en 1916.
Habita en Australia (Nueva Gales del Sur).

## Descripción
El macho mide hasta 3,5 milímetros (1⁄8 pulgadas) de largo, la hembra 6 milímetros (1⁄4 pulgadas). El color varía, desde un crema pálido hasta un naranja o marrón más oscuro.

## Saco de huevos y juveniles
La hembra produce un saco de huevos de alrededor de 9 milímetros (3⁄8 pulgadas) de largo y de forma bastante plana y alargada. La cubierta exterior es gris o marrón de textura rugosa. Los sacos de huevos están suspendidos en la red, estrechándose en los extremos y teniendo varios puntos laterales. Puede confundirse con restos vegetales o alimentos digeridos. Contienen alrededor de 20 pequeños huevos esféricos no pegajosos. Los juveniles permanecen en la red comunitaria durante un período relativamente largo, a menudo uniéndose a la comunidad de arañas o moviéndose para formar una nueva colonia.